# Montenegro ai Giochi della XXXI Olimpiade
Il Montenegro ha partecipato ai Giochi della XXXI Olimpiade, che si sono svolti a Rio de Janeiro, Brasile, dal 5 al 21 agosto 2016.

## Atletica leggera
- Lancio del disco maschile - 1 atleta (Danijel Furtula)
- Maratona femminile - 1 atleta (Slađana Perunović)

## Judo
- Judo - 81 kg maschile - 1 atleta (Srđan Mrvaljević)

## Pallamano
- Nazionale di pallamano femminile del Montenegro

## Pallanuoto
- Nazionale di pallanuoto maschile del Montenegro

## Nuoto
- 50 m stile libero maschili - 1 atleta (Maksim Inić)
- 100 m stile libero femminili - 1 atleta (Jovana Terzić)

## Tennis
- Singolare femminile - 1 atleta (Danka Kovinić)

## Vela
- Laser maschile - 1 atleta (Milivoj Dukić)